# Händerna
Händerna är en svensk långfilm från 1994 regisserad av Richard Hobert och den andra inspelade filmen i Richard Hoberts filmserie om De sju dödssynderna. Filmen hade Sverigepremiär den 29 juli 1994. Handlingen i filmen föregår Glädjekällan.

## Handling
I ett litet samhälle på en ö arbetar Ralf som café- och mackföreståndare. Det går inte så bra, särskilt utanför turistsäsongen, något han envist vägrar inse. Den mycket yngre Catti lever ihop med honom i ett förhållande där hon regelbundet får utstå hans frustrerade våldsamheter. Vi vet inget om hennes bakgrund och varför hon står ut med relationen, men hon tycks ha gjort ett val för att överleva.
En främling, Thomas, dyker upp och får hyra ett övergivet hus vid havet. Ralf upptäcker att Thomas har förmåga att upptäcka vatten med sina händer, något som Thomas vill hemlighålla därför att det tidigare har lett till problem och överdrivna förväntningar. Ralf övertalar Thomas genom att säga att han själv tar på sig eventuell upptäckt av vatten.
Catti är nyfiken och lyckas få veta allt som händer, men situationen förvärras alltmer tills hennes liv till slut är hotat. Hon lyckas till slut ta sig ifrån ön.

## Om filmen
Sven-Bertil Taube Guldbaggebelönades för sin roll som Ralf.
Efter att Catti lyckas ta sig ifrån ön och återser vi henne som Micks flickvän i Hoberts första film om ”de sju dödssynderna” ”Glädjekällan”, som utspelar sig i tiden efter ”Händerna”.

## Rollista
- Boman Oscarsson - Tomas
- Sven-Bertil Taube - Ralf
- Camilla Lundén - Catti
- Margreth Weivers - Lanthandlaren
- Tomas Norström - Kjell-Åke
- Eddie Axberg - Grahn
- Curt Spångberg - Fransson
- Hans Mosesson - Gruppchefen
- Barbro Christenson - Medhjälpare
- Stephan Holmström - Medhjälpare
- Vanja Rodefeldt - En äldre kvinna
- Willie Andréason - Borrförmannen
- Jan Tiselius - Polisinspektören
- Li Brådhe - Polisassistenten